# Nobuko Fukuda
Nobuko Fukuda (福田 修子 Fukuda Nobuko?), född 1980, är en japansk längdskidåkare, som har tävlat på internationell nivå sedan 2000. Hon har deltagit i tre olympiska spel.